# Kuncaŭščyna (metropolitana di Minsk)
La stazione Kuncaŭščyna (Кунцаўшчына; in russo Кунцевщина?, Kuncevščina) è una stazione della metropolitana di Minsk, posta sulla linea Aŭtazavodskaja.